# The Best New Horror: Volume Five
The Best New Horror: Volume Five är den femte volymen i antologiserien med samma namn. Den publicerades 1994 på det brittiska bokförlaget Robinson och i USA på Carroll & Graf. Stephen Jones och Ramsey Campbell var redaktörer, den senare för sista gången.
Vissa av novellerna har prisbelönats; se nedan.

## Innehåll
- "Introduction: Horror in 1993" av Ramsey Campbell och Stephen Jones
- "Later" av Michael Marshall Smith
- "When the Red Storm Comes" av Sarah Smith
- "The Exhibit" av Martin Plumbridge
- "Leavings" av Kathe Koja
- "Human Remains" av Edward Bryant
- "Flying Into Naples" av Nicholas Royle
- "The Sixth Sentinel" av Poppy Z. Brite
- "The Brothers" av Rick Cadger
- "The Owen Street Monster" av J. L. Comeau
- "One Size Eats All" av T. E. D. Klein
- "Mulligan's Fence" av Donald R. Burleson
- "How She Dances" av Chaz Brenchley
- "Passages" av Karl Edward Wagner
- "Easing the Spring" av Sally Roberts Jones
- "Safe at Home" av Melanie Tem och Steve Rasnic Tem
- "Mother of the City" av Christopher Fowler
- "Justice" av Elizabeth Hand
- "The Big Fish" av Kim Newman
- "In the Desert of Deserts" av Thomas Tessier
- "Two Returns" av Terry Lamsley
- "The Moment the Face Falls" av Chet Williamson
- "Darker Angels" av S. P. Somtow
- "The Timbrel Sound of Darkness" av Kathe Koja och Barry N. Malzberg
- "The Tsalal" av Thomas Ligotti
- "In the Still, Small Hours" av Charles L. Grant
- "Ice House Pond" av Steve Rasnic Tem
- "The Dog Park" av Dennis Etchison (British Fantasy Award 1994)[1]
- "The Marble Boy" av Gahan Wilson
- "Mefisto in Onyx" av Harlan Ellison (Bram Stoker Award 1993)[2] (Locus Award 1994)[3]
- "Necrology: 1993" av Stephen Jones och Kim Newman